# Euroleague Best Defender

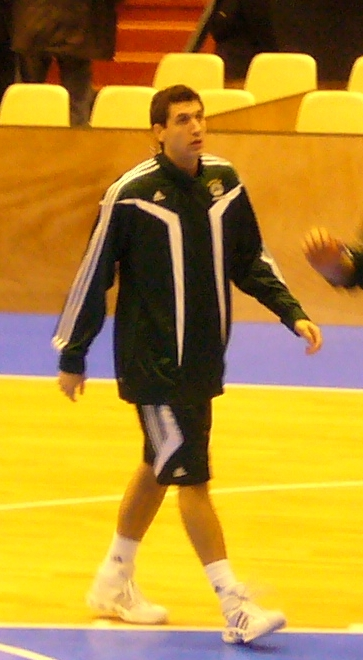
Dīmītrīs Diamantidīs, sei volte vincitore del premio.

L'Euroleague Best Defender è il premio conferito dalla Euroleague Basketball al miglior difensore della regular season in base ai voti degli allenatori delle squadre partecipanti alla competizione. Venne istituito nel 2005.

## Vincitori
| Stagione  | Nazionalità   | Giocatore                | Squadra        |
| --------- | ------------- | ------------------------ | -------------- |
| 2004-2005 | Grecia        | Dīmītrīs Diamantidīs     | Panathīnaïkos  |
| 2005-2006 | Grecia        | Dīmītrīs Diamantidīs (2) | Panathīnaïkos  |
| 2006-2007 | Grecia        | Dīmītrīs Diamantidīs (3) | Panathīnaïkos  |
| 2007-2008 | Grecia        | Dīmītrīs Diamantidīs (4) | Panathīnaïkos  |
| 2008-2009 | Grecia        | Dīmītrīs Diamantidīs (5) | Panathīnaïkos  |
| 2009-2010 | Russia        | Viktor Chrjapa           | CSKA Mosca     |
| 2010-2011 | Grecia        | Dīmītrīs Diamantidīs (6) | Panathīnaïkos  |
| 2011-2012 | Russia        | Andrej Kirilenko         | CSKA Mosca     |
| 2012-2013 | Gabon         | Stéphane Lasme           | Panathīnaïkos  |
| 2013-2014 | Stati Uniti   | Bryant Dunston           | Olympiakos     |
| 2014-2015 | Stati Uniti   | Bryant Dunston (2)       | Olympiakos     |
| 2015-2016 | Stati Uniti   | Kyle Hines               | CSKA Mosca     |
| 2016-2017 | Ungheria      | Ádám Hanga               | Saski Baskonia |
| 2017-2018 | Stati Uniti   | Kyle Hines (2)           | CSKA Mosca     |
| 2018-2019 | Capo Verde    | Walter Tavares           | Real Madrid    |
| 2019-2020 | non conferito | non conferito            | non conferito  |
| 2020-2021 | Capo Verde    | Walter Tavares (2)       | Real Madrid    |
| 2021-2022 | Stati Uniti   | Kyle Hines (3)           | Olimpia Milano |
| 2022-2023 | Capo Verde    | Walter Tavares (3)       | Real Madrid    |
| 2023-2024 | Grecia        | Thomas Walkup            | Olympiakos     |
| 2024-2025 | Germania      | Nick Weiler-Babb         | Bayern Monaco  |